# Pygopleurus bimaculatus
Pygopleurus bimaculatus är en skalbaggsart som beskrevs av Ludwig Redtenbacher 1850. Pygopleurus bimaculatus ingår i släktet Pygopleurus och familjen Glaphyridae. Inga underarter finns listade i Catalogue of Life.